# 경고음 문자
경고음 문자는 벨 문자(Bell character) 또는 벨 코드라고도 불린다.
이는 프로그램을 실행시켰을 때 작은 전기 종소리가 들리게 되고, 이는 프린터로 출력할 수는 없다. 경고음 문자는 일반적으로 "BEL"로 표시한다. 경고음 문자의 실행은 스피커나 부저에서 소리가 나거나 프로그램 실행창을 깜빡이기도 한다.